# Dżinn

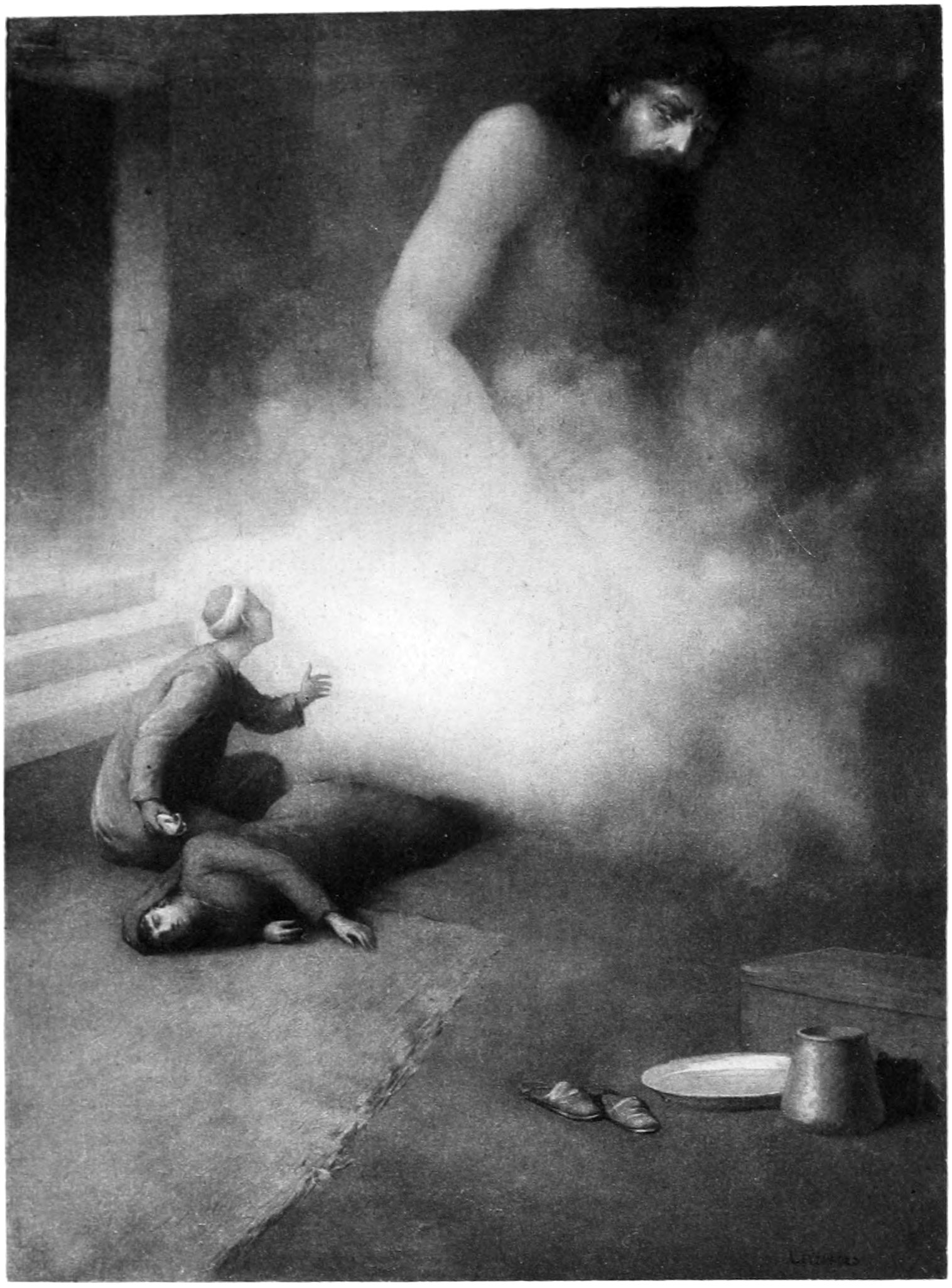
Dżinn wyłaniający się z lampy Aladyna (ilustracja Alberta Letchforda)

Dżinny, dżiny,  (arab. ‏جِنّ‎, ǧinn) – demony i duchy powstałe z czystego ognia bez dymu (w niektórych wersjach wierzeń z czystego płomienia oraz obłoku pary), które posiadają nadnaturalną potęgę i są niewidzialne, mogą jednak przyjmować dowolną postać (człowieka, zwierzęcia lub potwora). Utożsamiały one wrogie człowiekowi siły natury. Uważano je za mieszkańców pustyni. Wiara w dżinny stanowiła bardzo istotny składnik religii Arabów w okresie przed przyjęciem przez nich islamu.

## Dżinny w tradycji
Jako pozostałość mitologicznych wyobrażeń z przedmuzułmańskiej Arabii pojawiły się także w islamie, gdzie stanowią trzecią kategorię rozumnych istot stworzonych przez Boga (obok aniołów i ludzi). Dżinny w wierzeniach muzułmańskich dzielą się na dobre i złe. Dobre służą Bogu i pomagają ludziom (w szczególności prorokom), zaś złe (ifrity, sile i ghule) szkodzą. Czasem do złych dżinnów zalicza się Szatana (Szejtana). Podobnie jak ludzie, dżinny dzielą się na plemiona i rody.
Dżinny były bardzo popularne w ludowej tradycji muzułmańskiej. Zgodnie z ludowymi legendami i baśniami, człowiek przy pomocy zaklęć może sobie w pewnych wypadkach podporządkować dżinna (np. zmusić do spełnienia trzech życzeń), a także uwięzić w lampie lub butelce (Księga tysiąca i jednej nocy). Często dżinny pełniły w opowieściach funkcję strażników skarbów, były mieszkańcami ruin, miejsc ponurych i opuszczonych.
Arabowie w czasach przed islamem uważali, że każdy poeta ma swojego dżinna, od którego zależy wielkość jego talentu. Według hadisów, każdy człowiek ma towarzysza dżinna (zwanego po arabsku karin), który namawia go do grzechu. Jedynie karin Mahometa był dobrą istotą.
Ochronę przed złymi demonami miało dawać żelazo lub pierścienie ze złota i stali. Pomagać miały także amulety z wilczych kłów i wersetów z Koranu, które wypisano zielonym lub czerwonym atramentem. Staroarabskie praktyki magiczne (sihr) wymagały między innymi nawiązania kontaktów ze światem zmarłych oraz właśnie światem dżinnów. Dzięki nim leczono i wróżono. W czasach islamu większości tych praktyk zakazano.

## Dżinny w kulturze popularnej
W opowiadaniu Ostatnie życzenie w książce Andrzeja Sapkowskiego pod tym samym tytułem, występuje dżinn zamknięty w kamionkowym dzbanie. Dżinny pojawiają się też w opowiadaniu Coś mocniejszego Rafała Ziemkiewicza, w serii Trylogia Bartimaeusa Jonathana Strouda oraz w książce pt. Arcymag Aleksandra Rudazowa. W serii książek Dzieci Lampy P.B. Kerra głównymi bohaterami są dżinny należące do plemienia maridów, występują w niej także m.in. ifryty i ghoule.

## Baśnie tysiąca i jednej nocy
W baśni Cudowna lampa Aladyna dżin jest sługą lampy, a raczej jej posiadacza. Jest to przykład dżinna przyjaznego dla ludzi. W różnych interpretacjach tej baśni Dżinn z Lampy ma różny charakter. W filmie animowanym Aladyn z 1992 roku i jego aktorskim remake’u z 2019 roku wytwórni Disneya Dżinn ma własny charakter i marzy o wolności.